# Belet Uen
Belet Uen (in somalo Beledweyne) è una città della Somalia capoluogo della regione dell'Hiran e della provincia omonima. Sorge sul fiume Uebi Scebeli, che la divide in una zona orientale ed una occidentale. La città si trova 332 km a nord della capitale Mogadiscio, ed è molto vicina alla regione etiope dell'Ogaden. Belet Uen ha una popolazione di circa 67 200 abitanti.

## Storia

La battaglia di Belet Uen nel 2006.

Belet Uen è un'area di antico insediamento umano. Prima di spostare la sua capitale a Taleh nel 1909, il patriota somalo Mohammed Abdullah Hassan costruì un forte nei pressi dei Belet Uen per controllare meglio l'Ogaden.
La città, a causa della sua posizione strategica, era negli anni settanta una delle principali basi del Western Somali Liberation Front (WSLF), attivo soprattutto nella vicina regione etiope dell'Ogaden, abitata prevalentemente da somali, allo scopo di liberarla dall'Etiopia e annetterla alla Somalia per formare la Grande Somalia.
Tra il 2006 e il 2008 è stata teatro di scontri tra l'Unione delle Corti Islamiche e il Governo di Transizione Somalo, spalleggiato dall'esercito etiope. Le forze governative sono riuscite a prendere il controllo della città, tuttavia alla fine del 2008 Al-Shabaab, organizzazione terroristica islamista nata dall'Unione delle Corti Islamiche, ha conquistato Belet Uen, così come gran parte della Somalia meridionale.
Il 18 giugno 2009 a Belet Uen si è verificato un attentato suicida, in seguito rivendicato dall'organizzazione terroristica islamista Al-Shabaab, in cui sono rimaste uccise 35 persone, tra cui il Ministro dell'Interno del Governo Federale di Transizione Omar Hashi Aden.
Il 31 dicembre 2011 il Governo Federale di Transizione ha ripreso la città battendo le milizie di Al-Shabaab: i soldati dell'esercito somalo, assistiti da circa 3 000 unità delle truppe alleate etiopi hanno attaccato la città alle prime ore del mattino, catturandola dopo ore di combattimento. I morti sono stati circa 20, per lo più soldati etiopi e membri di Al-Shabaab.
Nel 2009 un'autobomba di al-Shabaab ha ucciso 57 persone in un hotel. Nel 2013 hanno ucciso 16 persone in un ristorante a ottobre e 19 persone in una stazione di polizia nel novembre successivo. Nel febbraio 2022, un attentatore suicida di al-Shabaab ha ucciso 14 persone in un ristorante. Nel marzo successivo sempre i terroristi di al-Shabaab hanno ucciso oltre 50 persone in una serie di attacchi.

## Amministrazione comunale
Il 7 maggio 2012 Belet Uen ha visto le sue prime elezioni comunali dall'inizio della guerra civile, nei primi Anni '90. È stato eletto Mohamed Hassan Nuriye.
Il sindaco, nel primo giorno di carica, ha vietato la detenzione di armi da fuoco in città, pena il sequestro dell'arma ed eventualmente l'arresto. Inoltre, Nuriye Ha aggiunto che i soldati governativi non di pattuglia sarebbero rimasti nelle loro basi, e avrebbero potuto portare armi in città solo se impegnati in operazioni di sicurezza.
Per rafforzare la sicurezza, l'amministrazione comunale ha iniziato a registrare simultaneamente tutti i residenti.
Il sindaco ha inoltre lanciato piani di ricostruzione e abbellimento della città. Il 18 luglio 2012 l'amministrazione comunale ha imposto un coprifuoco di due giorni per permettere ai soldati di demolire le strutture illegalmente costruite lungo la strada cittadina principale, in una delle prime iniziative di rinnovamento della città.

## Distretti
Belet Uen consta di 4 principali distretti:
- Buundoweyn
- Howlwadaag
- Kooshin
- Xaawotaako